# Institut Tecnològic Autònom de Mèxic
L'Institut Tecnològic Autònom de Mèxic (Instituto Tecnológico Autónomo de México, en castellà) o ITAM és una universitat privada de recerca situada a la ciutat de Mèxic. ITAM va ser fundada com a "Institut Tecnològic de Mèxic" (ITM) el 29 de març de 1946 sota els auspicis de l'Associació Mexicana de Cultura. Un grup de persones amb interessos en la banca, la indústria i comerç, encapçalada per Raúl Baillères va crear la institució amb el propòsit d'utilitzar l'educació superior per a promoure canvis econòmic i industrials al país. Originalment era una Escola d'Economia, un any després va obrir l'Escola de Negocis, i posteriorment l'Escola de Comptabilitat. El 1963 per decret governamental l'ITAM va ser reconeguda com a "Universitat Lliure" i, per tant, "autònoma".
Durant la dècada de 1970 es van afegir nous programes, com ara Matemàtica Aplicada (1974), Ciències Socials (1975), el màsters d'Administració d'Empreses (1974); en les dècades de 1980 i 1990 s'obriren els programes de Llei (1980), Ciències Actuarials (1982), Informàtica (1983), Ciències Polítiques (1991), Relacions Internacionals (1992), Telemàtica (1993), Enginyeria Industrial (1997) i Enginyeria Administrativa (2004).
L'ITAM és una de les institucions d'educació superior prominents del país, i la millor universitat privada de Mèxic en el rànking del 2009 d'El Universal, la millor escola de negocis, relacions internacionals i economia de la ciutat de Mèxic, segons el periòdic Reforma, i ofereix el millor programa de màsters en administració d'empreses de Llatinoamèrica, segons el rànking de la revista xilena, América Economía. Ocupa la 73a posició en el rànking de les Institucions Acadèmiques en Economia, de la Revista de l'Associació Econòmica Europea, i l'única institució de la regió en les primeres 200 posicions. És considerada un think tank de Mèxic.